# Mos Teutonicus

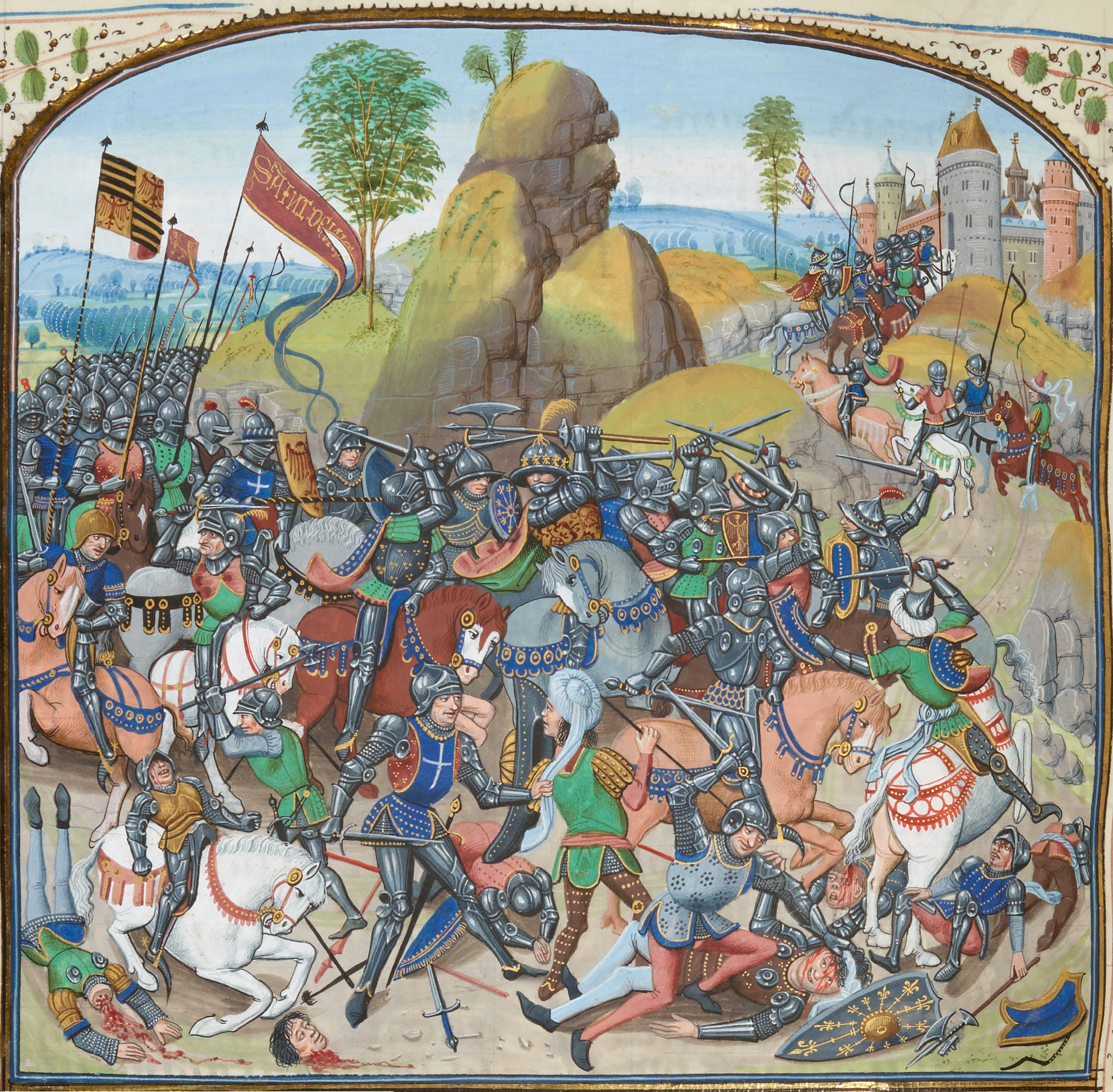
Cavallers en la batalla: El procés de Mos Teutonicus era sovint utilitzat per conservar i portar a casa els cossos de guerrers aristocràtics que queien en terres distants.

Mos Teutonicus ('costum alemany') era un costum funerari postmortem utilitzat a l'Europa medieval com a mitjà de transportar, i solemnement disposar dels cossos d'individus d'alt estatus social. El procés implicava la supressió de la carn del cos, de manera que els ossos del difunt es poguessin transportar higiènicament des de terres distants cap a casa.

## Rerefons
Durant la Segona Croada a Terra Santa no es considerava oportú que els aristòcrates que queien lluitant o morien de causes naturals, fossin enterrats fora de la seva pàtria, en territori musulmà. El transport de tot el cos sencer des de terres estrangeres durant llargues distàncies era inconvenient i antihigiènic a causa de la descomposició, que sovint era agreujada pel clima.
Els aristòcrates alemanys estaven especialment preocupats pel fet que l'enterrament no tingués lloc a Terra Santa, sinó a la seva terra natal. El cronista florentí Boncompagno fou el primer per connectar el procediment específicament amb aristòcrates alemanys, i encunya la frase mos Teutonicus, que significa 'el costum alemany.' 
Els aristòcrates anglesos i francesos generalment preferien l'embalsament al mos Teutonicus, implicant l'enterrament de les entranyes i el cor en una localització separada de la del cadàver. Un dels avantatges de mos Teutonicus era que era relativament econòmic en comparació amb l'embalsamament i més higiènic.
La conservació de cadàvers era molt popular en la societat medieval. El cos en descomposició es veia com a representant d'alguna cosa pecaminosa i dolenta. L'embalsamament i el mos Teutonicus, junt amb efígies a la tomba, era una manera de donar una il·lusió d'estasi al cadàver i treure la imatge molesta de putrefacció i podridura.
El 1270, el cos de Lluís IX de França, que morí a Tunis, territori musulmà, fou subjecte al procés de mos Teutonicus per al seu retorn a França.

## Procés
El procés del mos Teutonicus començava amb l'esquarterament del cadàver per facilitar la pròxima etapa en el procés, en el qual les parts de cos eren bullides en aigua o vi durant unes quantes hores. El bullir tenia l'efecte de separar la carn de l'os. Qualsevol residu que quedés als osos es rascava, amb la qual es deixava un esquelet completament net. Tant la carn com els òrgans interns podrien ser enterrats immediatament, o conservats amb sal, igual com es feia amb la carn animal. Els ossos, i qualsevol carn conservada, seria llavors transportat altra vegada a la casa del difunt per a l'enterrament cerimonial.
La societat medieval generalment considerava les entranyes com a innobles i no hi havia gens de gran solemnitat adjuntada a la seva disposició, especialment entre els aristòcrates alemanys.

## Prohibició de la pràctica
Encara que l'Església tenia una alta consideració per la pràctica, se sabia que el Papa Bonifaci VIII tenia una especial repugnància pel mos Teutonicus a causa del seu ideal d'integritat corporal. En la seva butlla De Sepulturis, publicada el 1300, Bonifaci prohibí la pràctica.